# Ana e Malit
Ana e Malit là một xã trong quận Shkodër thuộc hạt Shkodër, Albania. Dân số năm 2005 là 4814 người.